# Lutz-Michael Harder
Lutz-Michael Harder (* 4. September 1942 in Langenfeld, Landkreis Oststernberg, Provinz Brandenburg; † 24. August 2019 in Hamburg) war ein deutscher Opernsänger (Tenor) und Hochschullehrer.

## Leben
Harder studierte Kirchenmusik in Halle (Saale) und schloss nach seiner Übersiedlung in die Bundesrepublik Deutschland ein Gesangsstudium bei Naan Pöld an der Hamburger Musikhochschule ab. Seinem Debüt 1975 als Ferrando (Così fan tutte) bei den Eutiner Festspielen folgte ein Engagement am Oldenburgischen Staatstheater. Danach war er von 1980 bis 1988 Mitglied im Ensemble des Staatstheaters Hannover. In der zeitgenössischen Musik sei die Mitwirkung an der Uraufführung der Udo-Zimmermann-Oper Weiße Rose als Hans Scholz erwähnt.
Von 1989 bis 2012 lehrte Harder als Professor für Gesang an der Musikhochschule in Hannover.

## Diskografie
- Johannespassion, EMI-Electrola, 1979
- Don Giovanni: KV 527; Gesamtaufnahme in dt. Sprache, EMI Electrola, 1979
- Weiße Rose, Orfeo, 1986
- Musik in Deutschland 1950 - 2000, BMG Ariola, 2004
- Johann Sebastian Bach – Tenorarien, Hänssler, 2005
- Bach Cantatas, 1–40, Hänssler, 2005–2008